# Stuyvesant (famiglia)

Stemma della famiglia Stuyvesant

La famiglia Stuyvesant è una famiglia di politici e proprietari terrieri statunitensi con sede a New York. Di origine olandese, la famiglia discende da Peter Stuyvesant (1610–1672), nato a Peperga, nella Frisia, nei Paesi Bassi, che ricoprì il ruolo di ultimo Direttore Generale olandese della colonia di Nuova Amsterdam (poi New York), nota all’epoca come Nuova Olanda.

## Membri

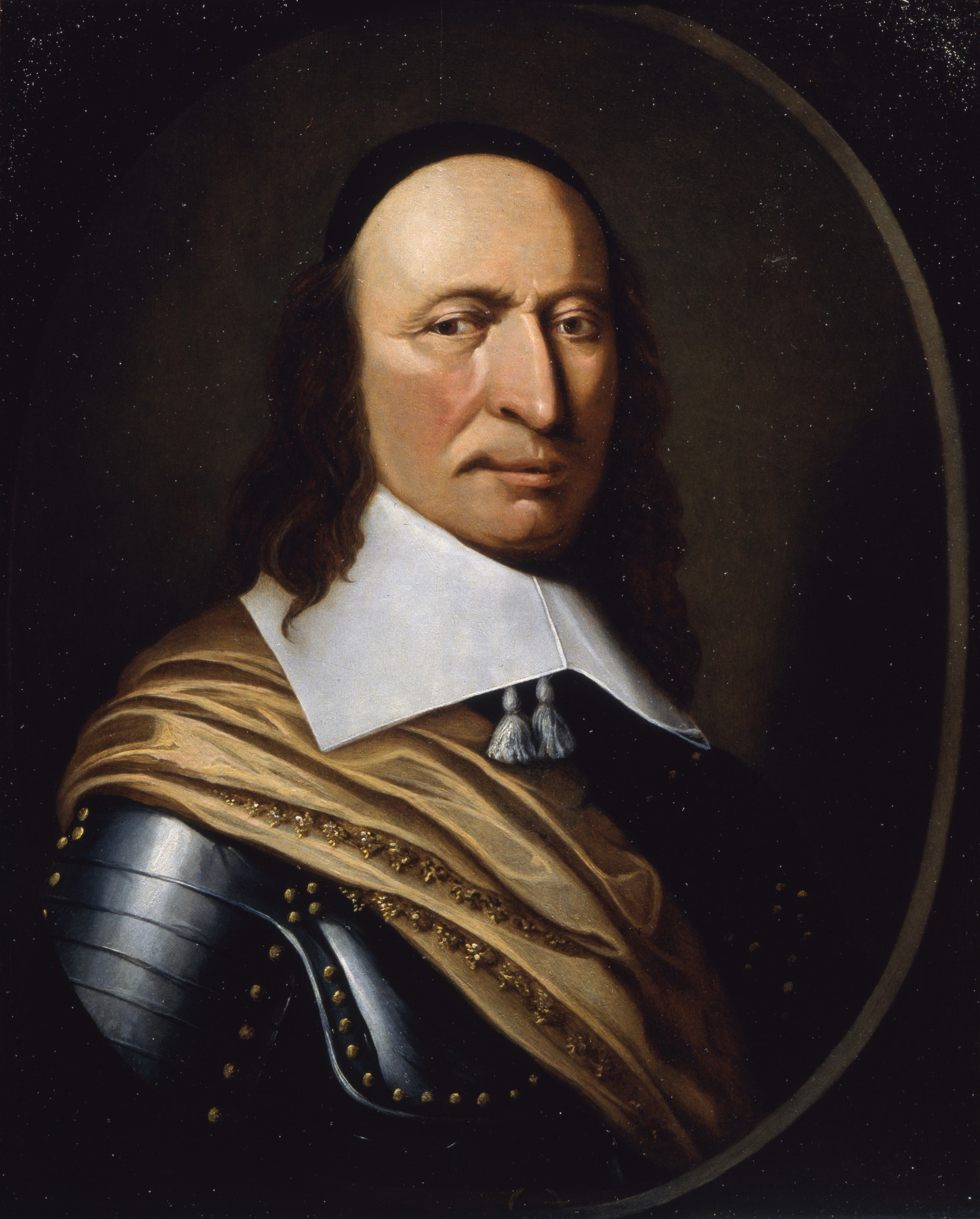
Ritratto del governatore Peter Stuyvesant, attribuito a Hendrick Couturier, c. 1660

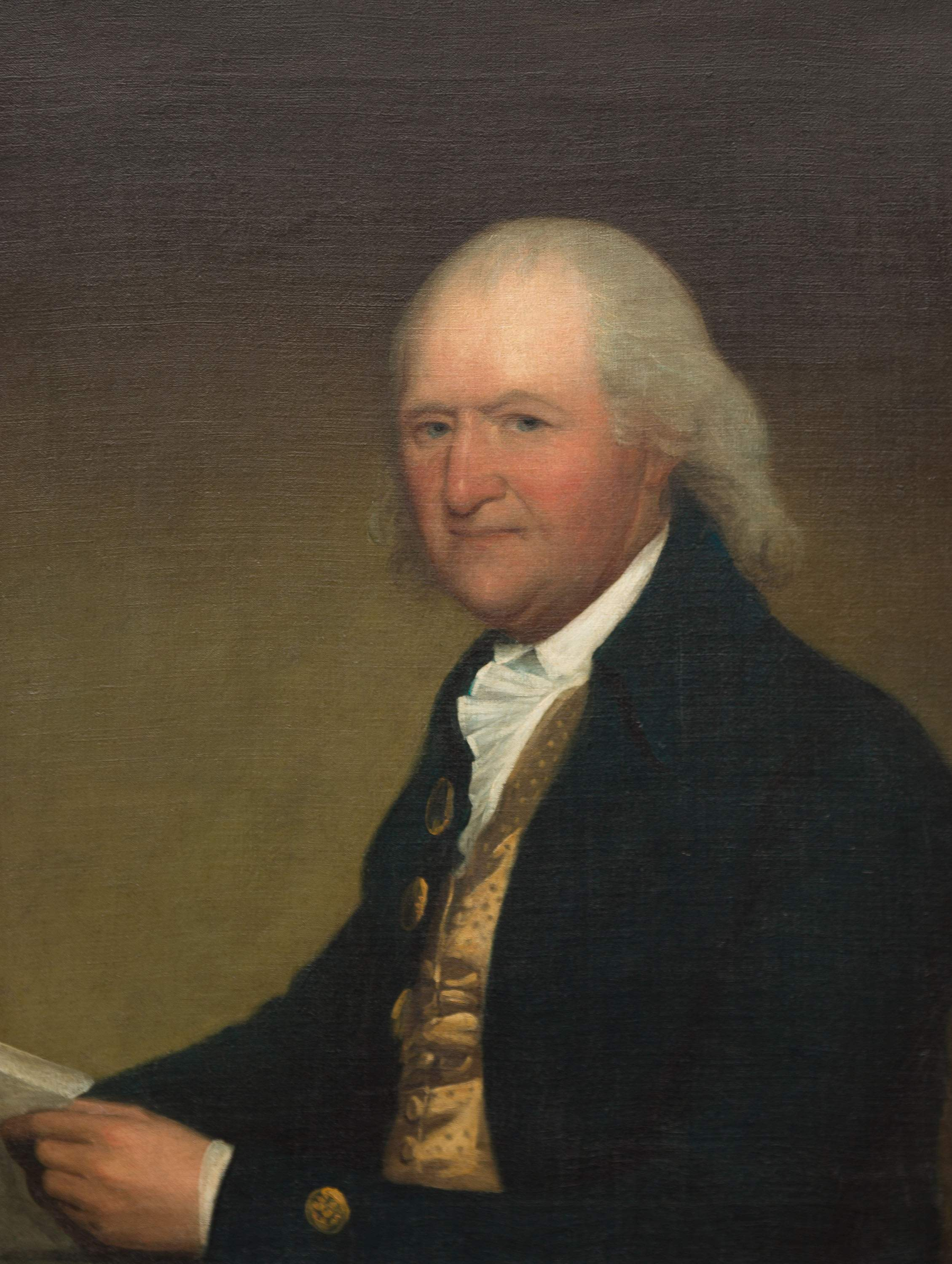
Ritratto di Peter Stuyvesant (1727–1805) realizzato Gilbert Stuart, c. 1793–1795.

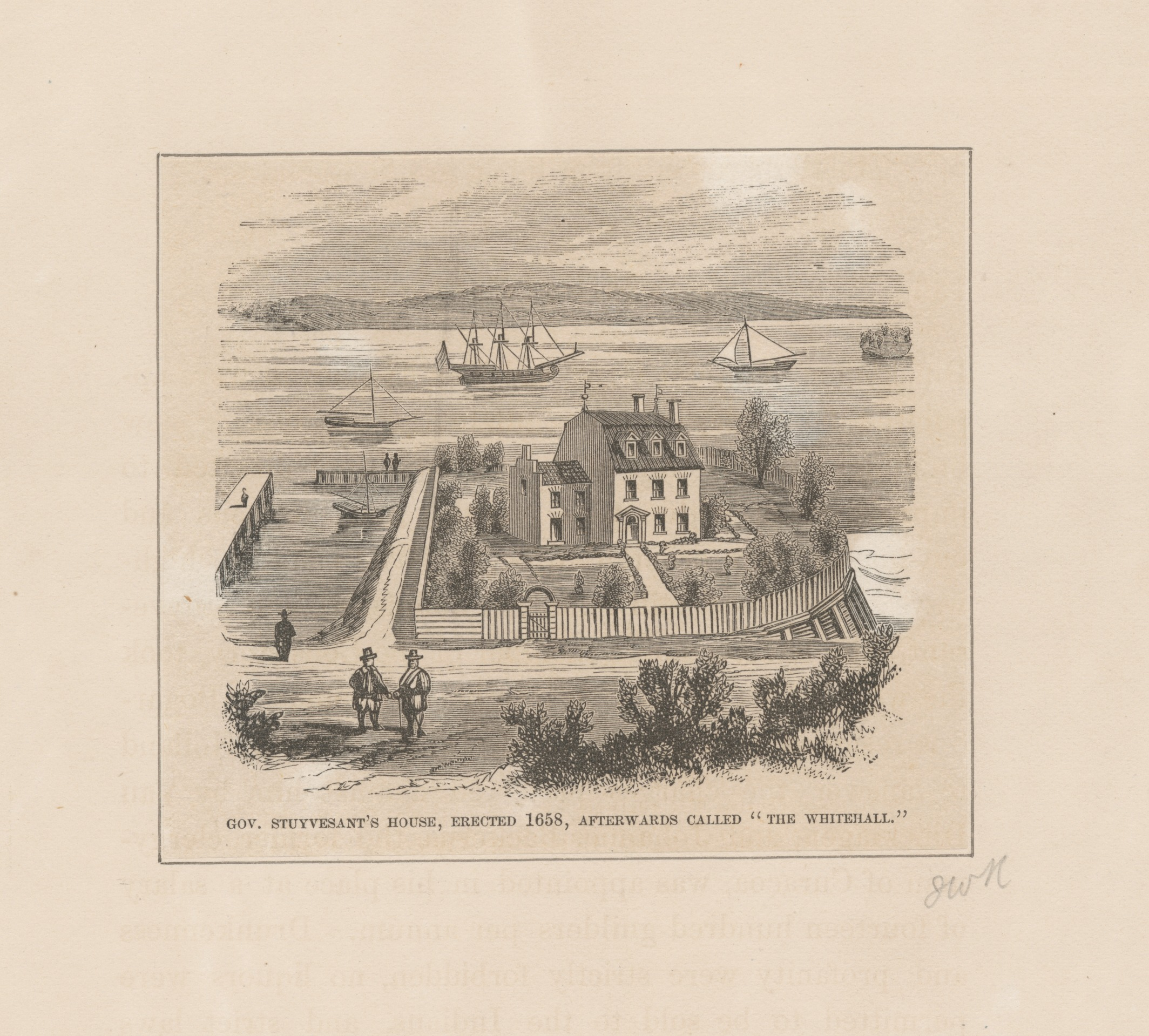
Gov. Stuyvesant's house, erected 1658, afterwards called The Whitehall

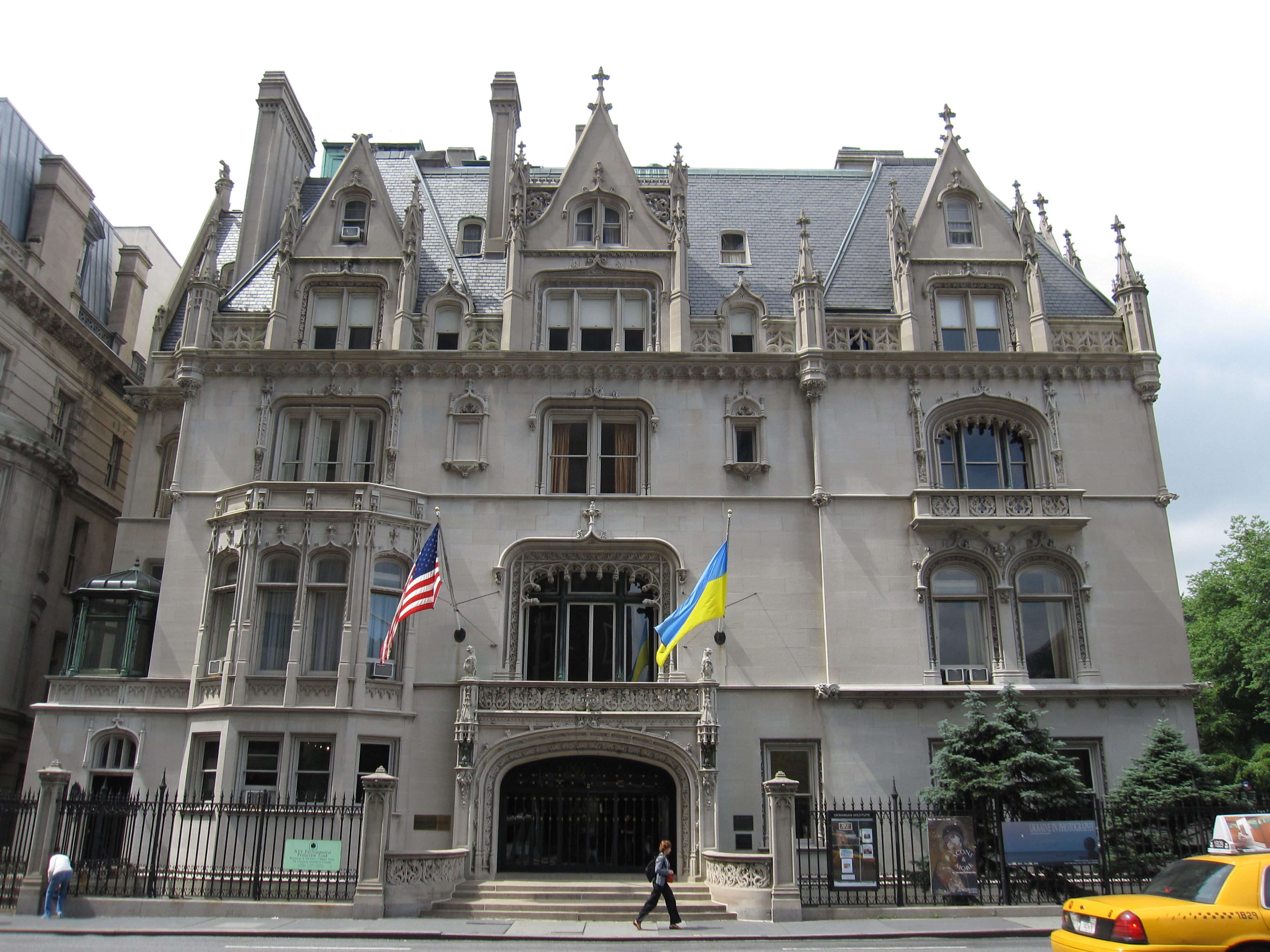
La casa di Augustus ed Anne Van Horne Stuyvesant al 2 East 79th Street

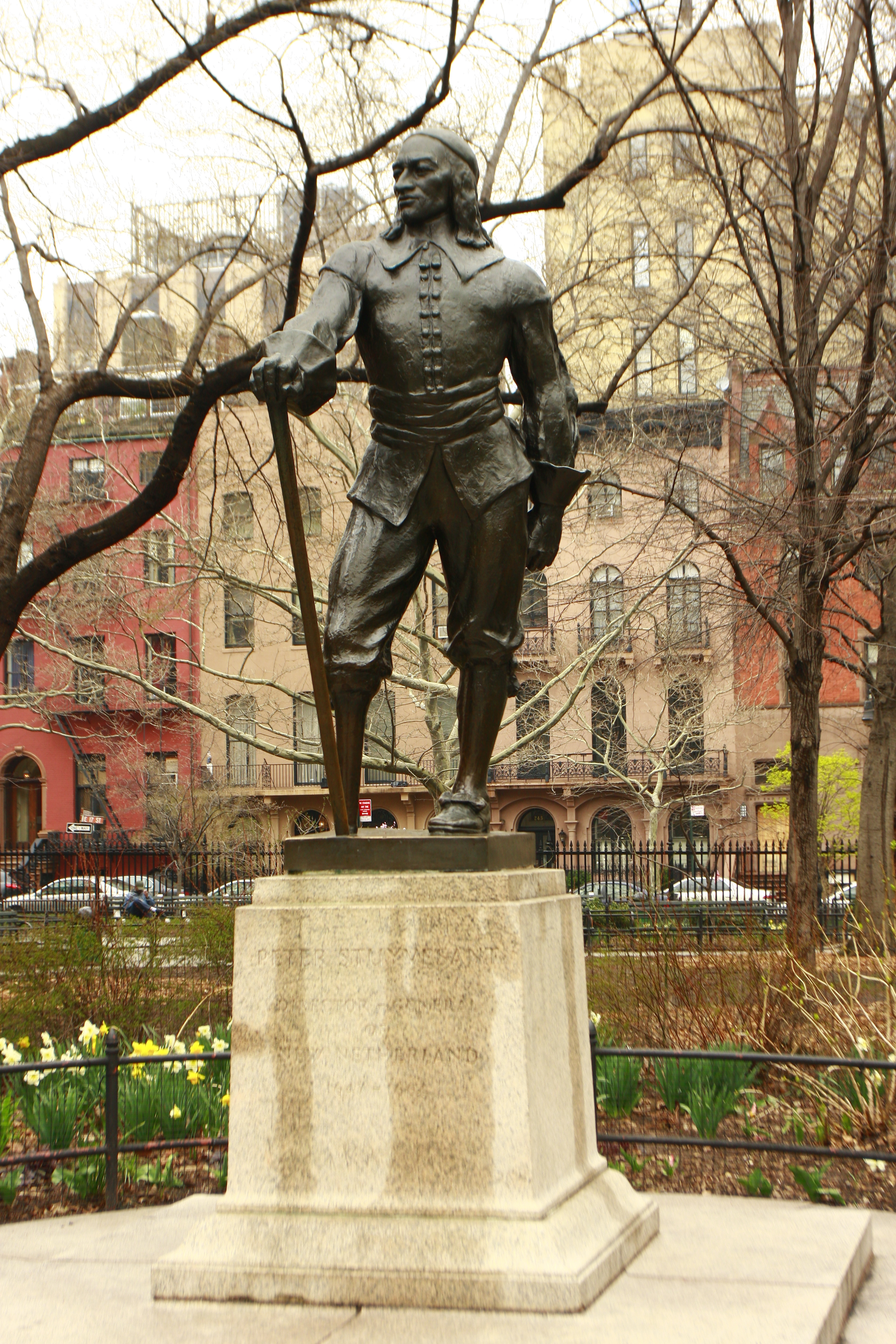
La statua di Peter Stuyvesant realizzata da Gertrude Vanderbilt Whitney nella metà occidentale di Stuyvesant Square

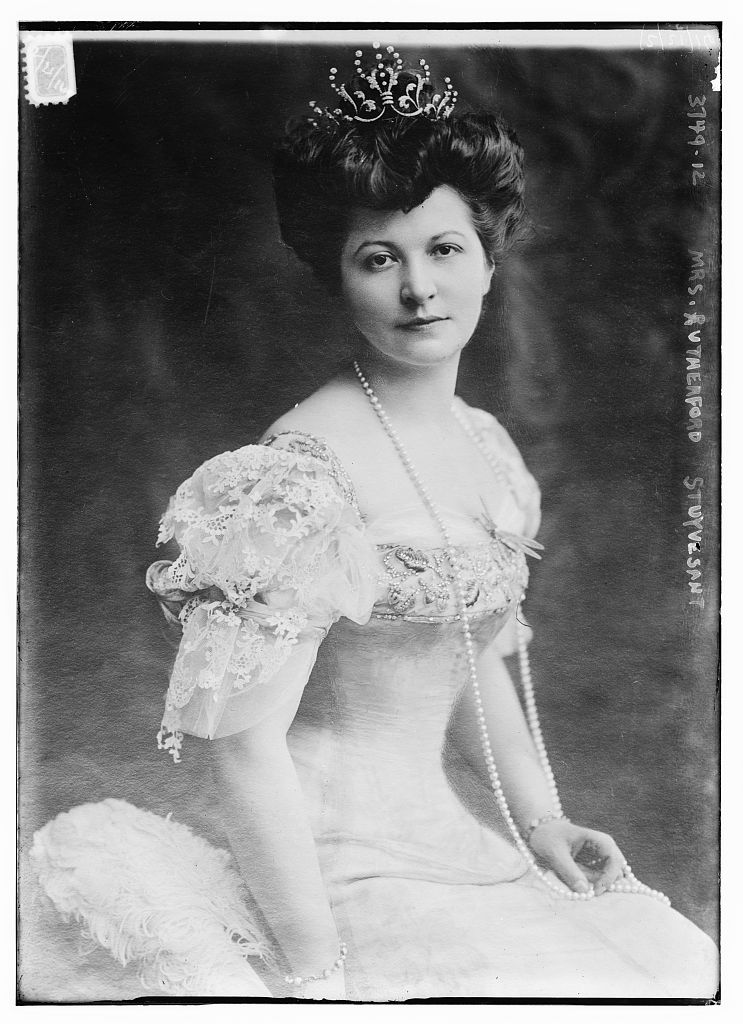
Mathilde, Countess de Wassanaer moglie Rutherfurd Stuyvesant

- Peter Stuyvesant (1610–1672), Direttore Generale della colonia di Nuova Olanda e coinvolto nelle attività della Compagnia olandese delle Indie occidentali.[2][3]
- Peter Stuyvesant (1727–1805), proprietario terriero e filantropo attivo nello Stato di New York.
- Nicholas William Stuyvesant (1769–1833), proprietario terriero e mercante di New York.
- Peter Gerard Stuyvesant (1778–1847), proprietario terriero e filantropo newyorkese.
- Hamilton Fish (1808–1893), deputato al Congresso degli Stati Uniti, Vicegovernatore di New York e governatore dello Stato di New York, senatore statunitense e Segretario di Stato degli Stati Uniti d'America.[4]
- John Winthrop Chanler (1826–1877), avvocato e deputato al Congresso degli Stati Uniti per lo Stato di New York.[5]
- Rutherfurd Stuyvesant (1843–1909), figura di spicco dell’alta società e promotore immobiliare.
- Stuyvesant Fish (1851–1923), presidente della compagnia ferroviaria Illinois Central Railroad.[6]
- Jonathan Mayhew Wainwright (1864–1945), sottosegretario alla Guerra degli Stati Uniti.[7][8]
- Edith Stuyvesant Gerry (1873–1958), filantropa, sposata con George Washington Vanderbilt II e successivamente con il senatore statunitense Peter Goelet Gerry.[9]

## Eredità
Peter Stuyvesant, figlio di un ministro calvinista, e la sua famiglia furono tra i maggiori proprietari terrieri nella parte nord-orientale di Nuova Amsterdam, un possedimento acquisito durante il suo mandato come ultimo Direttore Generale olandese della colonia di Nuova Olanda. Stuyvesant era descritto come:
«un uomo dalla forte personalità, notevole fermezza e straordinaria lungimiranza; influenzò in modo così incisivo gli affari della colonia che la storia della sua vita tra il 1647 e il 1664 coincide praticamente con la storia stessa della colonia in quel periodo.»
Attualmente, il nome Stuyvesant è associato a diversi luoghi situati nel lato orientale di Manhattan, nei pressi dell'attuale Gramercy Park: il complesso residenziale Stuyvesant Town; Stuyvesant Square, un parco nell'area; gli Stuyvesant Apartments in East 18th Street e Stuyvesant Street. La Stuyvesant High School si trova invece nel lato occidentale di Manhattan, su Chamber Street.
La sua proprietà agricola, nota come Bouwerij — termine olandese del XVII secolo per indicare una “fattoria” — ha dato origine al nome della via The Bowery e del quartiere circostante di Manhattan. L'attuale quartiere di Bedford-Stuyvesant, a Brooklyn, comprende Stuyvesant Heights e conserva tuttora il nome della famiglia.